# Residenti generali di Francia in Tunisia
I Residenti generali di Francia in Tunisia furono i rappresentanti ufficiali del governo francese a Tunisi nel corso del protettorato francese in Tunisia (1881-1956). Furono chiamati Ministri residenti di Francia in Tunisia fino al 23 giugno 1885; poi Alti Commissari di Francia in Tunisia a partire dal 1º settembre 1955.

## Storia
Durante la Seconda guerra mondiale, i Residenti Generali Peyrouton ed Esteva restarono fedeli al Governo di Vichy. Bisognerà attendere la liberazione di Tunisi, il 7 maggio 1943 per vedere il generale Charles Mast, vicino politicamente al gen. de Gaulle, assumere la funzione di Residente Generale.

## Elenco
| Nome                             | Immagine                             | Nomina            | Fine mandato     |
| -------------------------------- | ------------------------------------ | ----------------- | ---------------- |
| Théodore Roustan                 |                                      | 13 maggio 1881    | 28 febbraio 1882 |
| Paul Cambon                      | Paul Cambon                          | 28 febbraio 1882  | 28 ottobre 1886  |
| Justin Massicault                |                                      | 23 novembre 1886  | 5 novembre 1892  |
| Charles Rouvier                  |                                      | 5 novembre 1892   | 14 novembre 1894 |
| René Millet                      |                                      | 14 novembre 1894  | novembre 1900    |
| Benoît de Merkel                 |                                      | novembre 1900     | 27 dicembre 1901 |
| Stephen Pichon                   | Stephen Pichon                       | 27 dicembre 1901  | 7 febbraio 1907  |
| Gabriel Alapetite                |                                      | 7 febbraio 1907   | 26 ottobre 1918  |
| Étienne Flandin                  |                                      | 26 ottobre 1918   | 1º gennaio 1921  |
| Lucien Saint                     |                                      | 1º gennaio 1921   | 2 gennaio 1929   |
| François Manceron                |                                      | 18 febbraio 1929  | 29 luglio 1933   |
| Marcel Peyrouton                 | Marcel Peyrouton                     | 29 luglio 1933    | 21 marzo 1936    |
| Armand Guillon                   |                                      | 17 aprile 1936    | 18 ottobre 1938  |
| Eirik Labonne                    |                                      | 22 novembre 1938  | 3 giugno 1940    |
| Marcel Peyrouton                 | Marcel Peyrouton                     | 3 giugno 1940     | 22 luglio 1940   |
| Jean-Pierre Esteva               | Jean-Pierre Esteva                   | 26 luglio 1940    | 10 maggio 1943   |
| Charles Mast                     | Charles Mast e sua moglie in Tunisia | 10 maggio 1943    | 22 febbraio 1947 |
| Jean Mons                        |                                      | 22 febbraio 1947  | 13 giugno 1950   |
| Louis Périllier                  |                                      | 13 giugno 1950    | 13 gennaio 1952  |
| Jean de Hauteclocque             |                                      | 13 gennaio 1952   | 2 settembre 1953 |
| Pierre Voizard                   |                                      | 2 settembre 1953  | 5 novembre 1954  |
| Pierre Boyer de Latour du Moulin |                                      | 5 novembre 1954   | 31 agosto 1955   |
| Roger Seydoux                    |                                      | 13 settembre 1955 | 20 marzo 1956    |